# Чемпионат мира по горнолыжному спорту 1932
2-й чемпионат мира по горнолыжному спорту прошёл с 4 по 6 февраля 1932 года в Кортина-д’Ампеццо (Италия).

## Общий медальный зачёт
| Место | Страна         | Золото | Серебро | Бронза | Всего |
| ----- | -------------- | ------ | ------- | ------ | ----- |
| 1     | Швейцария      | 3      | 2       | 1      | 6     |
| 2     | Австрия        | 1      | 3       | 4      | 8     |
| 3     | Италия         | 1      | 0       | 0      | 1     |
| 3     | Германия       | 1      | 0       | 0      | 1     |
| 4     | Великобритания | 0      | 1       | 1      | 2     |

## Медалисты

### Мужчины
| Дисциплина       | Золото         | Серебро     | Бронза         |
| ---------------- | -------------- | ----------- | -------------- |
| Скоростной спуск | Густав Ланчнер | Давид Цогг  | Отто Фуррер    |
| Слалом           | Фридль Дойбер  | Отто Фуррер | Ханс Хаузер    |
| Комбинация       | Отто Фуррер    | Ханс Хаузер | Густав Ланчнер |

### Женщины
| Дисциплина       | Золото         | Серебро             | Бронза       |
| ---------------- | -------------- | ------------------- | ------------ |
| Скоростной спуск | Паула Визингер | Инге Версин-Ланчнер | Хади Ланчнер |
| Слалом           | Рёсли Штрайф   | Одри Сэйл-Баркер    | Дорин Эллиот |
| Комбинация       | Рёсли Штрайф   | Инге Версин-Ланчнер | Хади Ланчнер |